# Gunnar Eddegren
B. Gunnar Eddegren, född 20 augusti 1935 i Västanfors, död 16 november 1985, var en svensk författare och poet. Han tog studentexamen 1955 och studerade på Stockholms universitet 1956-1959. Han var medarbetare på Expressen 1960-1969.